# Andreas Schranz
Andreas Schranz (* 2. Mai 1979 in Eisenerz) ist ein ehemaliger österreichischer Fußballtorwart, der von 2004 bis 2010 sechs Länderspiele für die österreichische Fußballnationalmannschaft absolvierte.

## Vereinskarriere
Die erste Station war der heimatliche WSV Eisenerz. Nach erfolgreichen Spielen in der Jugend wechselte er zum FC Trofaiach in die steirische Landesliga. 1997 wurde er als dritter Tormann für die Profimannschaft und gleichzeitig als erster Tormann für die Amateurmannschaft des Grazer AK verpflichtet. Sein Förderer zu jener Zeit war der damalige Trainer der GAK-Amateure, Werner Gregoritsch.
Mit der Bestellung von Gregoritsch zum Cheftrainer wurde Schranz zum Reservetormann neben Standardkeeper Franz Almer. Durch Verletzungen Almers kam Schranz immer wieder zu Einsätzen in Meisterschaft, Cup und Europapokal. Nach einer schweren Schulterverletzung Almers im Winter 2003 wurde Schranz zur Nr. 1 im Tor der Athletiker und behauptete diese Position auch nach der Gesundung Almers. Bei einem Trainingsunfall im Frühjahr 2004, mitten in der entscheidenden Phase um den ersten Profimeistertitel des GAK und einen Tag vor dem Pokalhalbfinalspiel gegen die SV Ried, erlitt Schranz Kapsel- und Bänderrisse im Knöchel und konnte nicht mehr an den entscheidenden Spielen in der Liga und im Cupbewerb teilnehmen. Nach seiner Gesundung im Herbst 2004 wurde er aber sogleich wieder zum Stammtorhüter. Im Frühjahr 2007 verlor er seinen Stammplatz an den Slowenen Sašo Fornezzi.
Nach dem Konkurs des GAK wechselte Schranz zur Sommerpause 2007 zum neugegründeten SK Austria Kärnten und wurde dort Stammtorhüter. Nachdem er nach dem Konkurs des Vereins im Herbst 2010 vereinslos geblieben war, unterschrieb er im Dezember einen Zweijahresvertrag bei SV Grödig, kam dort aber in der ersten Saison aufgrund eines Meniskuseinrisses, einer weiteren Verletzung, sowie einer Zerrung nur in fünf Ligaspielen zum Einsatz. In der nachfolgenden Saison stand er in 33 der 36 Ligapartien im Tor; bei den drei anderen Partien saß er auf der Ersatzbank. Nach Auslaufen seines Vertrages wurde er vereinslos, beendete aber daraufhin seine Karriere als Aktiver und kehrte in seine Heimat zurück. Hier tritt er seitdem zeitgleich als Torwarttrainer bei diversen Lokalklubs in Erscheinung, unter anderem als Torwarttrainer der U-17-Mannschaft des ATuS Niklasdorf, als Torwarttrainer der ersten und zweiten Kampfmannschaft, sowie der U-17-Mannschaft des SC Bruck/Mur und als Torwarttrainer der U-17 des SV Oberaich.

## Nationalteam
Sein Debüt hatte der Obersteirer am 28. April 2004 gegen Luxemburg, knapp vor seiner Verletzung.
Unmittelbar nach seiner Genesung war er im September 2004 als Einsertormann für das WM-Qualifikationsspiel gegen England in Wien vorgesehen, verletzte sich aber beim Aufwärmen, und Alexander Manninger trat an seine Stelle.

## Erfolge
- Österreichischer Meister: 2004
- Österreichischer Cupsieger: 2000, 2002, 2004
- Österreichischer Supercupsieger: 2000, 2002
- 6 Spiele für die österreichische Nationalmannschaft